# Андервене
Андервене (њем. Andervenne) општина је у њемачкој савезној држави Доња Саксонија. Једно је од 60 општинских средишта округа Емсланд. Према процјени из 2010. у општини је живјело 922 становника. Посједује регионалну шифру (AGS) 3454001.

## Географија
Андервене се налази у савезној држави Доња Саксонија у округу Емсланд. Општина се налази на надморској висини од 36 метара. Површина општине износи 19,7 km². У самом мјесту је, према процјени из 2010. године, живјело 922 становника. Просјечна густина становништва износи 47 становника/km².

## Међународна сарадња
| Мјесто | Држава   | Врста сарадње | Од    |
| ------ | -------- | ------------- | ----- |
|        | Украјина | контакт       | 2000. |
| Извор  |          |               |       |